# Ramiency (stacja kolejowa)
Ramiency (ros. Раменцы, krl. Ramenci) – stacja kolejowa w miejscowości Ramiency, w rejonie siegieżskim, w Karelii, w Rosji. Położona jest na linii Wołchow - Murmańsk.